# Schickedanz Open 2001
Lo Schickedanz Open 2001 è stato un torneo di tennis facente parte della categoria ATP Challenger Series nell'ambito dell'ATP Challenger Series 2001. Il torneo si è giocato a Fürth in Germania dal 4 al 10 giugno 2001 su campi in terra rossa.

## Vincitori

### Singolare
Germán Puentes ha battuto in finale  Kristian Pless con il punteggio di 6–4, 6–3

### Doppio
Hugo Armando /  Andrej Stoljarov hanno battuto in finale  Vadim Kucenko /  Oleg Ogorodov con il punteggio di 6–0, 6–0